# 自助旅游

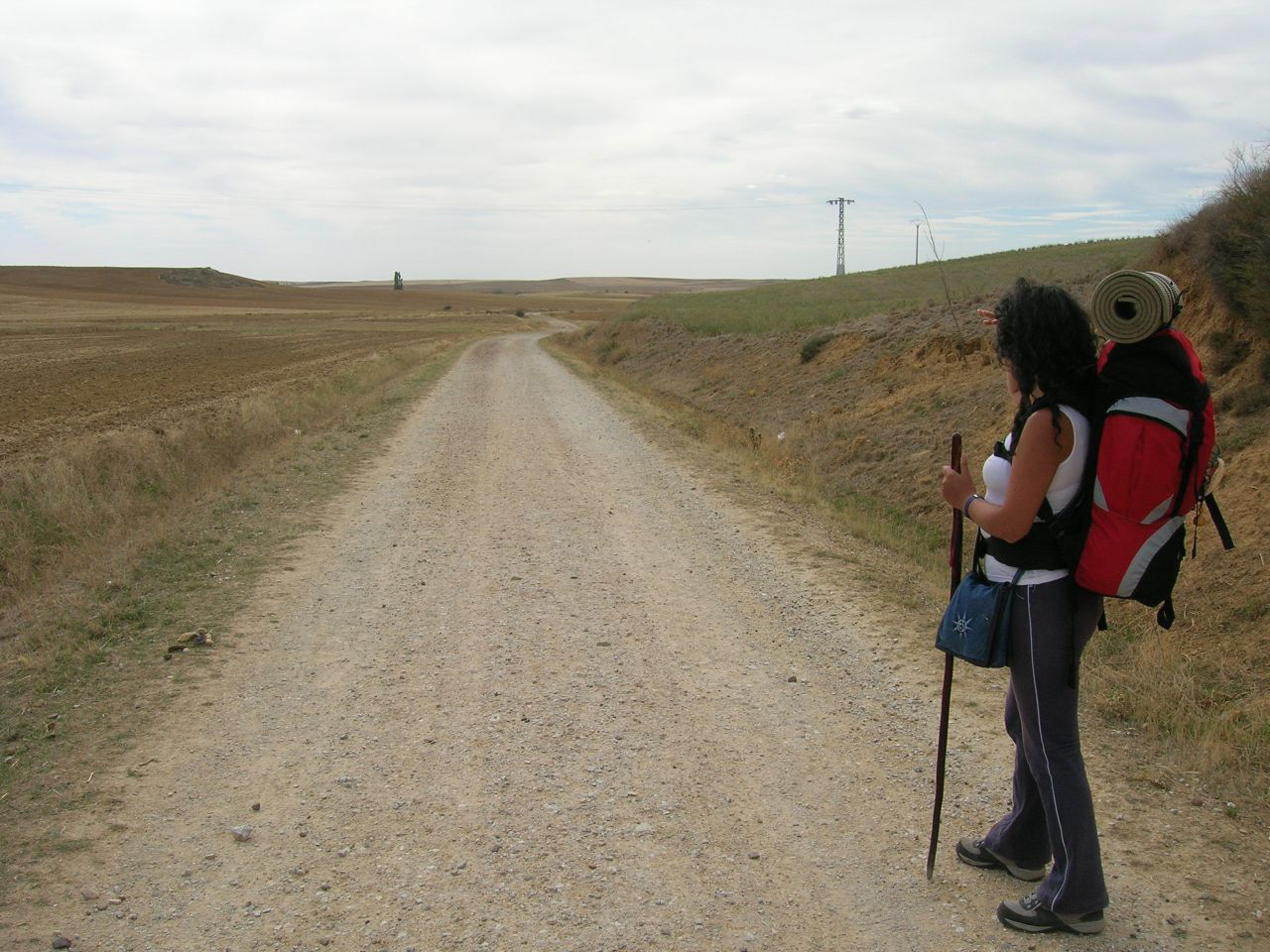
西班牙背包客

自助旅遊，又稱為自由行，是指不依賴旅行社套裝行程的旅遊方式，也就是說自由旅行者自行安排交通、住宿、用餐、以及想要參觀的景點。此類旅遊的「自助」程度具有彈性，可以完全由旅行者自行安排所有環節，也可視情形委託旅行社安排景點的參觀活動，以及機票、車票、旅館的預訂。自助旅遊在理論上可在世界所有地方進行，但在某些國家和地区，政府指定不同类群旅遊者必須透過旅行社才能自由活動，沒有在当地旅行社的安排，可能難以進行旅遊活動，例如外国人在朝鲜旅游、土庫曼旅遊或者前往西藏旅游。而南極觀光受到IAATO（International Association of Antarctica Tour Operators）的嚴格限制，也不能自由行。遊客一般只能在夏季11~3月前往南極，最簡單的方式是參加極地郵輪行程。
此外，自由行在一些地方不同於半自助旅遊，後者因為旅行者在交通方式與住宿的選擇上均受到限制。在台灣，自由行指由航空公司或旅行社所推出機票加上住宿但不包含固定行程的旅遊產品（俗稱「機加酒」），對於短天數定點旅遊的旅行者來說，有時比起分別購買機票及住宿還便宜。

## 稱呼
由自助旅遊衍生出來的一些名詞有：半自助旅遊、背包客、單車旅行。